# Manuel Jorge Rodrigues
Manuel Jorge Rodrigues, 1.º barão com grandeza de Taquari, (Lisboa, 23 de abril de 1777 — Rio de Janeiro, 14 de maio de 1845) foi um militar e político luso-brasileiro.
Filho de Jerônimo Rodrigues e Joana Maria da Conceição Rodrigues, casou com Maria da Conceição Rodrigues. Deveria ter seguido seu pai na carreira comercial, porém preferiu entrar para o exército português em 18 de setembro de 1794. Participou com distinção de toda Guerra Peninsular, sob as ordens do marechal William Carr Beresford.
Veio para o Brasil, no posto de tenente-coronel agregado à Divisão de Voluntários Reais do Rei, chegando no Rio de Janeiro em 30 de março de 1816. Participou da Guerra contra Artigas, sendo nomeado marechal em 1826.
Nomeado comandante das armas da província do Rio Grande do Sul, foi substituído em 30 de janeiro de 1830 por Gustavo Henrique Brown.
Foi comandante das armas e presidente da província do Pará, de 10 de abril a novembro de 1835. Em 1840 foi nomeado governador das armas da corte, onde permaneceu quatro anos.
Agraciado comendador da Imperial Ordem da Rosa e da Imperial Ordem de São Bento de Avis, oficial da Imperial Ordem do Cruzeiro.
Era pai do 2º barão de Taquari, José Antônio Calasans Rodrigues. 

## Descendência
|                  | Nome                               | Nascimento                                                                     | Morte     | Conjugue (datas de nascimento & morte) e filhos |
| [[File:\|100px]] | José Antônio Calasans Rodrigues, o | 27 de agosto de 1808 Santa Maria da Devesa, Castelo de Vide, Reino de Portugal | 1l de 4 a |                                                 |
| [[File:\|100px]] | o, e                               | o de 4 [[]]                                                                    | 2 d9 a    | Casou a 4 com a (1871–1937) (2 filhos): A       |